# Belén Avico
Belén Avico (Río Cuarto, Argentina; 27 de noviembre de 1979) es una empresaria y política argentina del partido Propuesta Republicana. Es Diputada de la Nación Argentina por Córdoba desde 2023.

## Biografía
Originaria de Río Cuarto, Avico estudió Relaciones Públicas en la Universidad Siglo 21. En 2012 fundó una empresa de Té e infusiones: "Cura Té Alma", y fue presidenta de la Fundación E+E de Córdoba.
Militante de Propuesta Republicana, fue electa Diputada de la Nación Argentina por la Provincia de Córdoba en las Elecciones legislativas de 2023.

## Historial electoral
| Año  | Candidatura                       | Partido/Coalición                          | Elección     | votos   | Porcentaje       | Resultado                |
| ---- | --------------------------------- | ------------------------------------------ | ------------ | ------- | ---------------- | ------------------------ |
| 2023 | Diputado de la Nación por Córdoba | Propuesta Republicana/Juntos por el Cambio | Legislativas | 509.837 | \| \| 22,40 % \| | Electo (2do lugar lista) |
|      | 22,40 %                           |                                            |              |         |                  |                          |